# 529

## Събития
- Юстиниан I закрива платоновата академия в Атина